# Roland C. Wagner

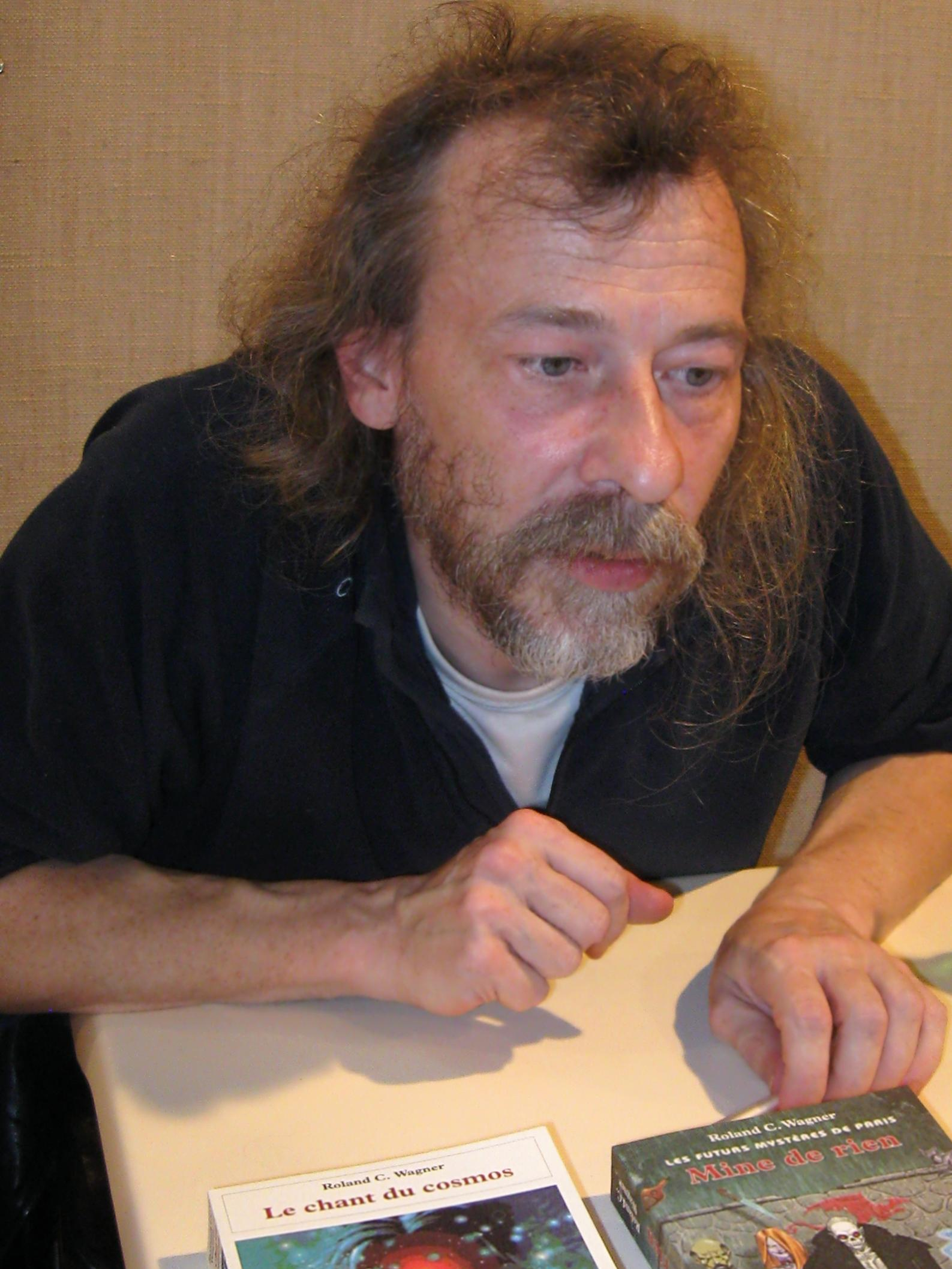
Roland C. Wagner, decembrie 2010

Roland C. Wagner (n. 6 septembrie 1960, Bab El Oued, Algeria franceză, Franța – d. 5 august 2012, Laruscade, Aquitaine, Franța) a fost un scriitor francez de literatură științifico-fantastică umoristică. După debutul său profesional în 1981, a scris aproximativ o sută de romane și aproximativ cincizeci de romane. A fost singurul scriitor care a primit de șapte ori Premiul Rosny-Aîné⁠(d), precum și multe alte premii.

## Biografie
Roland Wagner s-a născut în Bab El Oued, Algeria, în timpul Războiului de Independență al Algeriei. După război, familia sa a părăsit Algeria ca mulți pieds-noirs și s-a stabilit la Clamart. De-a lungul tinereții sale, Wagner a fost un cititor pasionat al colecției Fleuve Noir Anticipation, dar și al altor cărți science-fiction. A început să scrie propriile povestiri la vârsta de 15 ani. În 1981, a câștigat Premiul Rosny-Aîné⁠(d) pentru povestirea sa Faire-part. A decedat într-un accident de mașină la 5 august 2012. 

## Lucrări majore

### Histoire d'un futur
Les Futurs Mystères de Paris ("Misterele viitoare ale Parisului") prezintă un detectiv privat "transparent" (nu tocmai invizibil). Începând cu La Balle du néant („Glonțul de nicăieri”), acest ciclu are nouă titluri (până la Mine de rien, 2006) într-un decor mai mare, inclusiv Le Chant du cosmos („Cântecul Cosmosului”), o poveste despre viitorul îndepărtat care descrie un joc mental inspirat de go.

### Rêves de Gloire
Rêves de Gloire (Visele de glorie) este o istorie alternativă a Algeriei cu mai multe puncte de divergență. Unul dintre ele este asasinarea lui Charles de Gaulle înaintea Acordurilor de la Évian.

### Alte lucrări
Roland C. Wagner a scris sub mai multe pseudonime, inclusiv Richard Wolfram și Red Deff.
La Saison de la sorcière („Sezonul vrăjitoarei”, 2003) are loc într-o Franță cu securitate polițienească la un nivel extrem de înalt, care este invadată de Statele Unite. Romanul a primit Premiul Bob Morane și Premiul Rosny-Aîné în 2004. Le Temps du voyage („Timp de călătorie”, 2005) este o operă spațială în stilul lui Jack Vance.
El a scris, de asemenea, o biografie de istorie alternativă a lui H P Lovecraft sub titlul HPL (1890–1991), care a fost tradusă în limba engleză, și câteva pastișe ale unor autori celebri de science fiction. De exemplu, Cele trei legi ale sexualității robotice parodiază scrierile cu roboți ale lui Isaac Asimov.

## Alte activități

### Muzică
De asemenea, a scris versuri pentru trupe rock și este membru al grupului Acid punk⁠(d) Brain Damage, fiind activ din 1977.

## Premii și onoruri
Asteroidul 428102 Rolandwagner⁠(d), descoperit de astronomul Bernard Christophe⁠(d) la Observatorul Saint-Sulpice în 2006, a fost numit în memoria sa. Numirea a fost publicată de Minor Planet Center la 2 februarie 2017 (MPC 103030).

## Romane
- Le Serpent d'angoisse (1987)

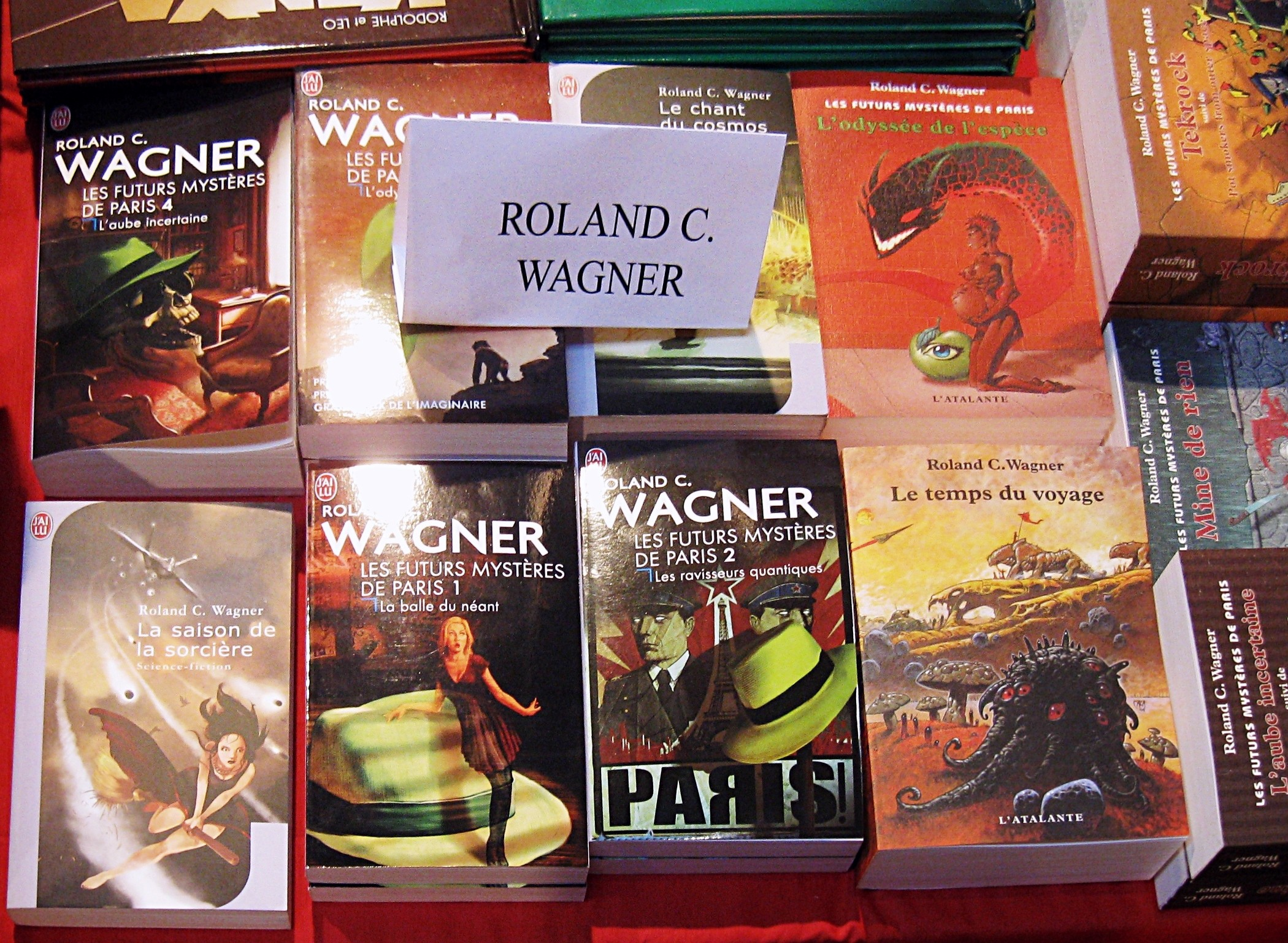

- Poupée aux yeux morts (1988) (titlu alternativ: L'Œil du fouinain)
- Le paysage déchiré (1989)
- Les derniers jours de mai (1989)
- Les Psychopompes de Klash (1990)
- La Sinsé gravite au 21 (1991)
- Cette crédille qui nous ronge (1991)
- La Balle du néant (1996)
- Les Ravisseurs quantiques (1996)
- L'Odyssée de l'espèce (1997)[15]
- L'Aube incertaine (1997)
- Tekrock (1999)
- Le Chant du Cosmos (1999)
- Tøøns (2000)
- Musique de l'énergie (2000 – colecție de povestiri)
- Babaluma (2002)
- Kali Yuga (2003)
- La Saison de la sorcière (2003)
- Temps du voyage (2005)
- Pax Americana (2005)
- LGM (2006)
- Mine de rien (2006)
- Rêves de Gloire (2011)

## Traduceri
- Blafarde ta peau, rouge ton regard (1996) a fost tradus de Laurențiu Turcu ca Lividă-ți este pielea, roșie privirea (1998)[16] în Almanah Anticipația 1998
- Fragment du livre de la mer (1998) a fost tradus de Horia Nicola Ursu ca Fragment din Cartea Mării (2000)[17] în Almanah Anticipația 1999-2000